# 莫凱納 (伊利諾伊州)
莫凱納（英語：Mokena）是位於美國伊利諾伊州威爾縣的一個村落。

## 地理
莫凱納的座標為41°32′04″N 87°52′37″W / 41.53444°N 87.87694°W，而該地最高點為海拔高度221米（即725英尺）。

## 人口
根據2010年美國人口普查的數據，莫凱納的面積為23.03平方千米，當中陸地面積為23.02平方千米，而水域面積為0.01平方千米。當地共有人口18740人，而人口密度為每平方千米813人。